# إخفاء مولود
إخفاء مولود هو فشل أحد الوالدين (أو شخص مسؤول آخر) في الإبلاغ عن ولادة طفل. ويستخدم المصطلح في بعض الأحيان للإشارة إلى إخفاء ولادة طفل عن الأصدقاء أو العائلة، ولكنه غالبًا ما يستخدم في حالة عدم إبلاغ السلطات المعنية بـالإملاص أو وفاة طفل حديث الولادة. ويعتبر هذا الفعل جريمة في دول عديدة مع تباين العقوبات المطبقة في كل دولة.

## أستراليا
إقليم العاصمة الأسترالية
استحدثت المادة 47 من قانون الجرائم لسنة 1900 جريمة إخفاء مولود. 
نيوساوث ويلز
استحدثت المادة 85 من قانون الجرائم لسنة 1900 جريمة إخفاء مولود. 
الإقليم الشمالي
استحدثت المادة 163 من قانون المدونة الجنائية لسنة 1900 جريمة إخفاء مولود. [وصلة مكسورة]
جنوب أستراليا
استحدثت المادة 83 من قانون توحيد القانون الجنائي لعام 1935 جريمة إخفاء مولود.
أستراليا الغربية
استحدثت المادة 291 من المدونة الجنائية (مادة ملحقة بـقانون تجميع المدونة الجنائية لسنة 1913) جريمة إخفاء ولادة الأطفال. [وصلة مكسورة]
جزيرة تسمانيا
استحدثت المادة 166 من قانون المدونة الجنائية لسنة 1924 جريمة إخفاء مولود.
فيكتوريا
استحدثت المادة 67 من قانون الجرائم لسنة 1958 جريمة إخفاء مولود.

## كندا
المادة 242 من المدونة الجنائية الكندية (إصابة أو وفاة الطفل نتيجة تجاهل والدته للحصول على مساعدة أثناء عملية الولادة بنية أن الطفل ينبغي ألا يعيش أو لإخفاء ولادته). (اللغة الإنجليزية)  (اللغة الفرنسية)
المادة 243 من تلك المدونة (إخفاء جثة طفل بنية إخفاء ولادته).
 (اللغة الإنجليزية)  (اللغة الفرنسية)

## الصين
في بعض الأحيان، يتم إخفاء الولادة في حالة انتهاك سياسة الطفل الواحد في جمهورية الصين الشعبية.

## إنجلترا وويلز وأيرلندا الشمالية
في إنجلترا وويلز وأيرلندا الشمالية، استحدثت المادة 60 من قانون جرائم ضد شخص لسنة 1861 جريمة إخفاء ولادة طفل:
«عند ولادة أي طفل، فإن أي شخص يتخلص سرًا من جثة الطفل المذكور، سواء مات هذا الطفل قبل الولادة أو أثنائها أو بعدها ساعيًا إلى إخفاء مولد هذا الطفل، يكون متهمًا بارتكاب جنحة ويصبح من أصحاب السوابق، وقد ترى المحكمة وفقًا لاجتهادها الحكم بحبسه لمدة لا تتجاوز عامين.»
تم إلغاء الكلمات «مع أو بدون الأشغال الشاقة» المهملة أساسًا لأجل إنجلترا وويلز بموجب المادة 1(2) من قانون العدالة الجنائية لسنة 1948.
تم إلغاء حكم هذه المادة، كما امتدت من خلال أية تشريعات لاحقة، بالنسبة لإنجلترا وويلز بالمادة 10 من تشريع القانون الجنائي لسنة 1967، وكذلك الفقرة 13(1)(أ) من المادة الملحقة 2 و الجزء الثالث من المادة الملحقة 3 من نفس التشريع. في الأساس، سمح الحكم للمحلفين بإصدار حكم بديل بشأن هذه الجريمة بتهمة القتل. وامتد الأمر لاحقًا في إنجلتر وويلز بحيث سمح الحكم للمحلفين بإصدار حكم بديل بشأن هذه الجريمة بتهمة إبادة طفل أو بتهمة قتل رضيع.
تمت صياغة المادة 60 من قانون الجرائم ضد شخص لسنة 1861 بناءً على المادة 14 من قانون جرائم ضد شخص لسنة 1828 (المطبقة في إنجلترا، بما في ذلك ويلز وبيرويك) والمادة 17 من قانون جرائم ضد شخص (أيرلندا) لسنة 1829 (10 جورج الرابع الفقرة 34 (10 Geo 4 c 34)، المطبقة في أيرلندا). وتم استحداث هذه الجريمة سابقًا بموجب المادة 4 من قانون إطلاق النار أو الطعن الكيدي لسنة 1803 (43 جورج الثالث الفقرة 58 (43 Geo 3 c 58)، المعروف باسم قانون اللورد إلينبورغ). وحل هذا القانون بدوره محل «قانون منع قتل أطفال الزنا» (21 جاك 1 الفقرة 27 (21 Jac 1 c 27)، لسنة 1623) وقانون آخر مطبق في أيرلندا تم إلغاوه بموجب المادة 3.
تم الاحتفاظ بالكلمات «في حالة إنجاب أي امرأة لطفل، كل شخص» في المادة 60 بعد حدوث انقسام في اللجنة المختارة من مجلس العموم وانقسام الأعضاء بالتساوي حول المادة. وبالمثل، تم الاحتفاظ بكلمة «سري» بعد حدوث انقسام بين أعضاء اللجنة.
بموجب قانون الجلسات الفصلية لسنة 1842 (5 و6 فيكتوريا الفقرة 38 (5 & 6 Vict c 38))، لا يمكن إصدار حكم بشأن جريمة بموجب المادة 60 من قانون الجرائم ضد شخص لسنة 1861 في الجلسات الفصلية.
قدمت المادة 31 من قانون الجرائم ضد شخص لسنة 1828 حكمًا يختص بأي شخص يوجه أو يساعد ويحرض على ارتكاب جنحة، إلى جانب أفعال أخرى، بموجب المادة 14.

## جنوب إفريقيا
في جنوب إفريقيا، استحدثت المادة 113 من تشريع تعديل القانون العام لسنة 1935 المعدلة بموجب قانون تعديل الشؤون القضائية رقم 66 لسنة 2008، جريمة إخفاء ولادة طفل:
المادة 113 بشأن إخفاء ولادة طفل.
«(1) إذا تخلص أي شخص، دون الحصول على تصريح رسمي بالدفن، من جثة أي طفل مولود حديثًا بقصد إخفاء ولادة هذا الطفل، سواء مات هذا الطفل قبل الولادة أو أثنائها أو بعدها، فإنه يكون متهمًا بارتكاب جريمة ويكون عرضة للإدانة ويحكم عليه بالغرامة أو السجن لمدة لا تزيد عن عامين. (2) يجوز إدانة الشخص بموجب البند (1) من هذه المادة على الرغم من عدم وجود إثبات على موت الطفل المذكور قبل التخلص من جثته»

## الولايات المتحدة
في الولايات المتحدة، كان يعد إخفاء المولود في فترة ما جريمة يعاقب عليها القانون بـعقوبة الإعدام. وفي عام 1785، كانت هانا بيغين من ماساتشوستس آخر امرأة يحكم عليها بـالإعدام لإخفاء ولادة/وفاة طفل.
ولا زال إخفاء المولود أمرًا غير قانوني في العديد من الولايات. ومع ذلك، فإن خطورته كجريمة تتباين من ولاية لأخرى، حيث تتراوح من جناية في أركنساس إلى جنحة في واشنطن.

## وصلات خارجية
- 17 أغسطس 2007. "Tracing Baby Lilly's mother"
- 26 أغسطس 2005. "Mother concealed 2 babies' remains" at بي بي سي نيوز.
- 2 أغسطس 2005. "Dead babies find shocks Germany" at بي بي سي نيوز.